# Kaiya Ota
Kaiya Ota (en japonés: 太田海也, Ota Kaiya, Okayama, 27 de julio de 1999) es un deportista japonés que compite en ciclismo en la modalidad de pista.
Ganó dos medallas de bronce en el Campeonato Mundial de Ciclismo en Pista de 2024, en las pruebas de velocidad individual y por equipos. Participó en los Juegos Olímpicos de París 2024, ocupando el quinto lugar en la prueba de velocidad por equipos.

## Medallero internacional
| Campeonato Mundial | Campeonato Mundial   | Campeonato Mundial | Campeonato Mundial    |
| Año                | Lugar                | Medalla            | Competición           |
| ------------------ | -------------------- | ------------------ | --------------------- |
| 2024               | Ballerup (Dinamarca) | Medalla de bronce  | Velocidad individual  |
| 2024               | Ballerup (Dinamarca) | Medalla de bronce  | Velocidad por equipos |